# Włodzimierz Januszewicz
Włodzimierz Januszewicz (ur. 30 listopada 1927) – prof. dr hab. med., polski internista. 

## Życiorys
Wieloletni kierownik Katedry i Kliniki Chorób Wewnętrznych i Nadciśnienia Tętniczego Akademii Medycznej w Warszawie, honorowy prezes Polskiego Towarzystwa Nadciśnienia Tętniczego, członek rzeczywisty Polskiej Akademii Nauk, członek czynny Polskiej Akademii Umiejętności, doctor honoris causa Śląskiej Akademii Medycznej i Uniwersytetu Medycznego im. K. Marcinkowskiego w Poznaniu, honorowy członek Polskiego Towarzystwa Kardiologicznego, Polskiego Towarzystwa Badań nad Miażdżycą, Towarzystwa Internistów Polskich.
Jest autorem i współautorem 330 prac naukowych i 11 wydawnictw książkowych.

## Odznaczenia i wyróżnienia
- Krzyż Oficerski Orderu Odrodzenia Polski (2000)[5]
- Krzyż Kawalerski Orderu Odrodzenia Polski[6]
- Złoty Krzyż Zasługi[6]
- Medal Komisji Edukacji Narodowej[6]
- Odznaka tytułu honorowego „Zasłużony Nauczyciel PRL”[6]
- Odznaka „Za wzorową pracę w służbie zdrowia”[6]
- Krzyż Komandorski Odznaki Honorowej za Zasługi dla Republiki Austrii[6]
- Krzyż Komandorski Orderu Lwa Finlandii[6]
- Krzyż Oficerski Orderu Zasługi (Francja)[6]

## Wybrane publikacje
- Włodzimierz Januszewicz, Julita Chojnowska-Jezierska, Marek Sznajderman: Nadciśnienie tętnicze: patogeneza, diagnostyka, leczenie. Warszawa: Wyd. Lekarskie PZWL, 2002. ISBN 83-200-2634-2. Brak numerów stron w książce
- Włodzimierz Januszewicz, Marek Sznajderman: Jak żyć z nadciśnieniem tętniczym. Warszawa: Wyd. Lekarskie PZWL, 2002. ISBN 83-200-2649-0. Brak numerów stron w książce
- Włodzimierz Januszewicz, Franciszek Kokot: Interna. Warszawa: Wyd. Lekarskie PZWL, 2004. ISBN 83-200-2874-X. Brak numerów stron w książce
- Włodzimierz Januszewicz: Guz chromochłonny. Warszawa: Wydawnictwo Lekarskie PZWL, 2000. ISBN 83-200-2344-0. Brak numerów stron w książce